# Sigfús
Sigfús ist ein isländischer und färöischer Vorname.

## Herkunft und Bedeutung
Der Name Sigfús setzt sich aus sig (dt. Sieg) und fús (dt. bereit, willig) zusammen.  

## Bekannte Namensträger
- Sigfús Daðason (1928–1996), isländischer Dichter
- Sigfús Einarsson (1877–1939), isländischer Komponist
- Sigfús Sigurðsson (Leichtathlet) (1922–1999), isländischer Leichtathlet
- Sigfús Sigurðsson (Handballspieler) (* 1975), isländischer Handballspieler